# Lasiopetalum longistamineum
Lasiopetalum longistamineum är en malvaväxtart som beskrevs av Joseph Henry Maiden och Betche. Lasiopetalum longistamineum ingår i släktet Lasiopetalum och familjen malvaväxter. Inga underarter finns listade i Catalogue of Life.